# Storögd rävhaj
Storögd rävhaj (Alopias superciliosus) är en hajart som beskrevs av Lowe 1841. Storögd rävhaj ingår i släktet Alopias och familjen rävhajar. Inga underarter finns listade i Catalogue of Life.
Arten förekommer i alla världshav i den tempererade och tropiska regionen. Den dyker till ett djup av 955 meter. Det största exemplaret var 484 cm lång. Honor blir könsmogna vid en längd av 280 till 355 cm och hannar när de är 245 till 300 cm långa. Honor lägger inga ägg utan föder 2 till 4 levande ungar efter 12 månader dräktighet. Nyfödda ungar är 65 till 140 cm långa. Storögd rävhaj lever vanligen 12 år och ibland upp till 28 år.
Flera exemplar hamnar som bifångst i fiskenät och några hajar fångas för fenornas skull. IUCN kategoriserar arten globalt som sårbar.

## Föda
En viktig del av födan är Sardonella lemuru vars stim den jagar med hjälp av stjärtfenan.